# S/2004 S 4
S/2004 S 4 je  začasna oznaka za nepotrjeni Saturnov naravni satelit, ki se nahaja na notranjem robu obroča F. Opazil ga je Joseph N. Spitale 21. junija 2004, ko je iskal potrditev obstoja lune S/2004 S 3 . Odkritje so objavili 9. septembra istega leta .
Pozneje telesa niso več videli, čeprav so to poskušali. Predvidevajo, da je to bil samo skupek delcev prahu, ki se je pozneje razpršil . Možno je tudi, da sta S/2004 S 4 in S/2004 S 3 v resnici isto telo .